# Albertov

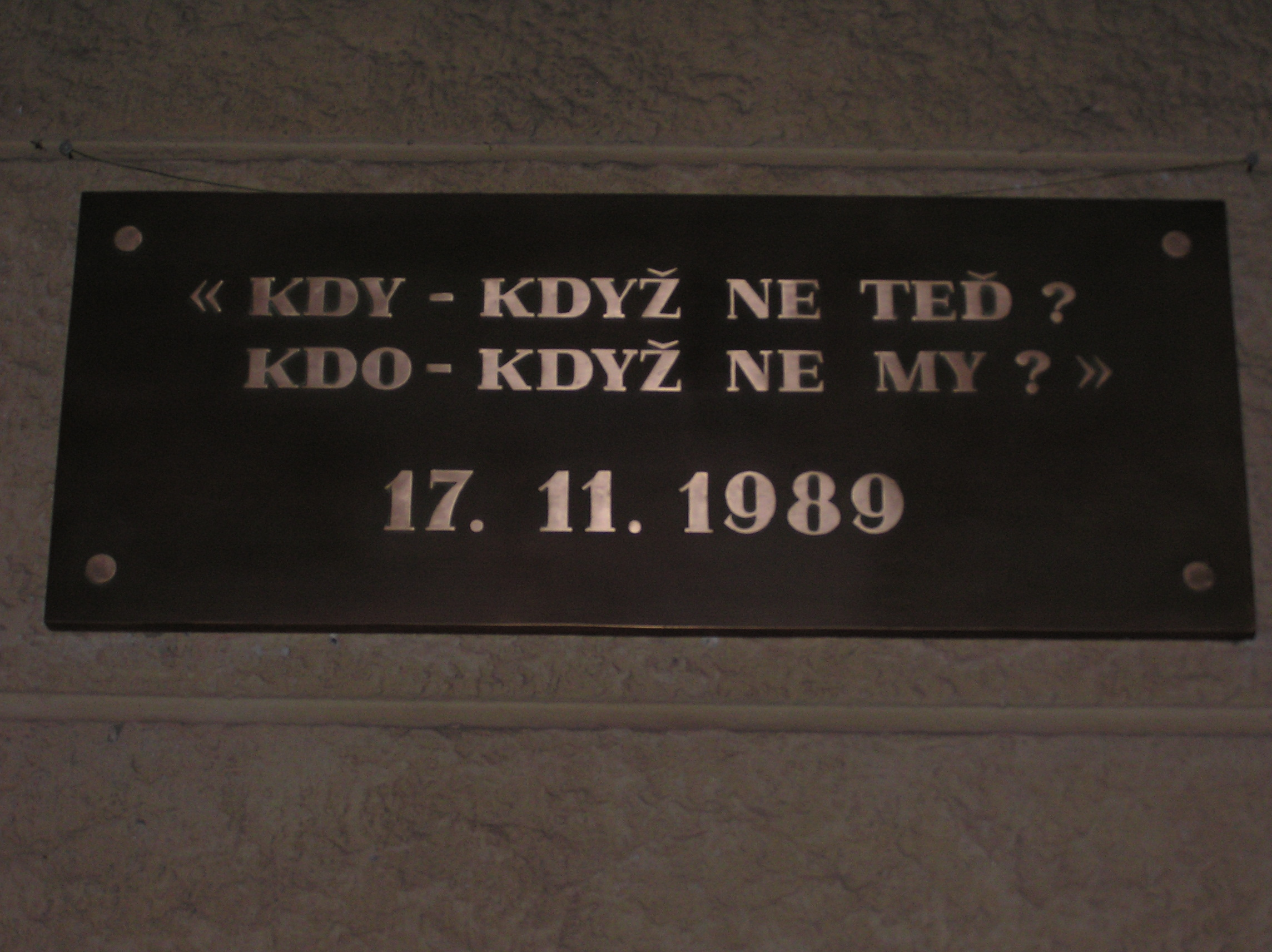
Pamětní deska na listopadové události 1989

Albertov je ulice v Praze 2, která spojuje ulice Na Slupi a Ke Karlovu; název Albertov je však používán také pro označení přilehlé univerzitní čtvrti (zhruba s ulicemi Na Slupi, Apolinářská, Votočkova, Studničkova, Horská, Hlavova, Korčákova a Františka Lenocha). Dnes zde sídlí několik pedagogických a vědeckých institucí souvisejících s Univerzitou Karlovou, ČVUT a Všeobecnou fakultní nemocnicí.
Ulice je pojmenována po českém lékaři profesoru Eduardu Albertovi, příteli T. G. Masaryka. Je asi 550 m dlouhá, ale 200 m z toho tvoří schodiště směrem k ulici Ke Karlovu. Nejdelším schodištěm na Albertově jsou Velké albertovské schody, které se skládají ze 116 jednotlivých schodů. Nicméně Malé albertovské schody, které spojují ulice Studničkova a Apolinářská, mají 154 jednotlivých schodů. Na křižovatce ulic Na Slupi a Svobodova se nachází tramvajová zastávka Albertov a budova zrušeného nádraží Praha-Vyšehrad. Přes novoměstské hradby lokalita sousedí s Nuselským údolím a Nuslemi.
Odpoledne 17. listopadu 1989 vyrazil z Albertova studentský průvod, jehož násilné potlačení vedlo k sametové revoluci.

## Instituce sídlící na Albertově a v jeho okolí

### Albertov
- Ústav biologie a lékařské genetiky 1. LF UK a VFN
- Ústav histologie a embryologie 1. LF UK
- Ústav buněčné biologie a patologie 1. LF UK
- Farmakologický ústav 1. LF UK a VFN
- Fyziologický ústav 1. LF UK
- Klinika rehabilitačního lékařství 1. LF UK a VFN
- Děkanát PřF UK
- Geografická sekce kateder PřF UK
- Geologická sekce kateder PřF UK
- Ústav aplikací matematiky a výpočetní techniky PřF UK

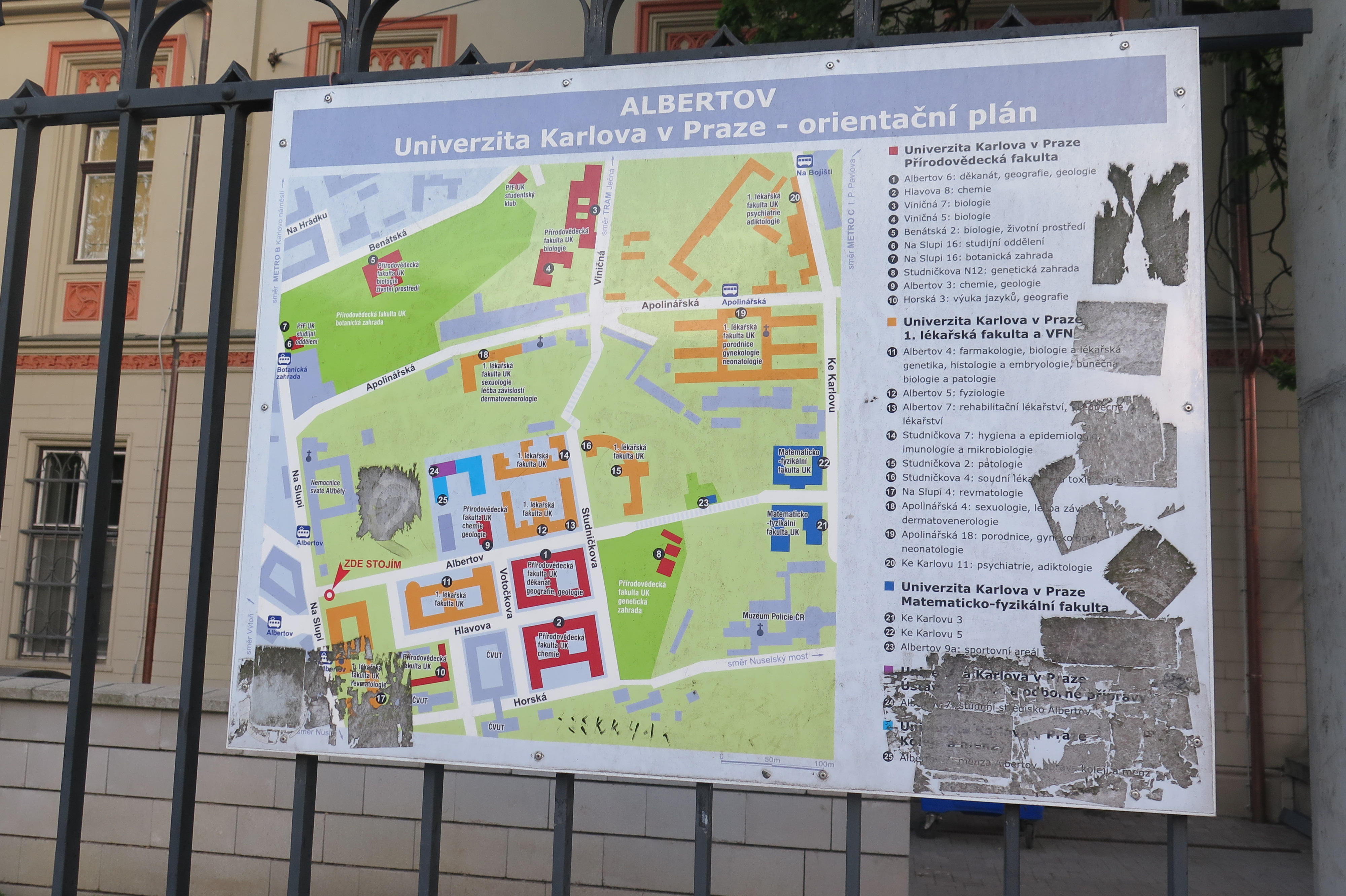
Informační tabule u příchodu od ulice Na Slupi, plán objektů UK v Praze na Albertově.

- Katedra tělesné výchovy MFF UK
- Menza Albertov UK

### Studničkova
- Ústav imunologie a mikrobiologie 1. LF UK a VFN
- Ústav hygieny a epidemiologie 1. LF UK a VFN
- Ústav soudního lékařství a toxikologie 1. LF UK a VFN
- Ústav patologie 1. LF UK a VFN
- Katedra informačních a komunikačních technologií v lékařství FBMI ČVUT

### Horská
- Ústav dopravních systémů FD ČVUT
- Ústav jazyků a společenských věd FD ČVUT
- Ústav dopravních prostředků FD ČVUT
- Ústav logistiky a managementu dopravy FD ČVUT
- Ústav letecké dopravy FD ČVUT
- Ústav soudního znalectví v dopravě FD ČVUT
- Menza Horská ČVUT
- Masarykův ústav vyšších studií ČVUT

### Hlavova
- Chemická sekce kateder PřF UK

### Apolinářská
- Klinika adiktologie 1. LF UK a VFN

## Další stavby
- Studentský domov Albertov – zbořeno v roce 2024